# Bod, Brașov
Bod, mai demult Bota (în germană Brenndorf, în maghiară Botfalu), este satul de reședință al comunei cu același nume din județul Brașov, Transilvania, România.

## Date geografice
Localitatea Bod este situată pe drumul județean DJ103, la 2 km de drumul național DN13, între Hălchiu, Sânpetru și Hărman.
Se mărginește cu valea Oltului (la nord și est), Câmpul Înalt al Bodului (în sud) și cu valea Bârsei (în vest).
Comuna Bod este compusă din două localități, Bod și Colonia Bod (denumită și Bod Fabrică, datorită fabricii de zahăr). Primăria, precum și sediul Poliției sunt în satul Bod. Colonia Bod dispune de școală generală și de gară proprie.

## Istoric
Arheologii au stabilit existența așezării încă din perioada neolitică. Prima mențiune în documente datează din jurul anului 1211, când la Bod au fost colonizați sașii dintre Rin și Mosel. În 1241, satul a fost ars de tătari, după ce mai înainte avusese de suferit din pricina năvălirilor cumane. Din această cauză, sașii i-au zis „Brenndorf” („Satul ars”).
În 1802 un puternic cutremur a dărâmat cetatea din mijlocul comunei. S-a mai păstrat până azi doar un colț de zid, pentru a marca vechea fortificație.
În 1889 a luat ființă Fabrica de Zahăr Bod, o dată cu ea înființându-se și Colonia, o așezare de mai multe blocuri în jurul fabricii în care își aveau locuințele lucrătorii de la fabrică.
Între 1933 și 1934 a fost construită Stația de emisie de la Bod, pe atunci cu o putere de 150 kW, mai apoi 2.000 kW. Astăzi emite doar la 200 kW. Stația se află în Colonia Bod.
În timpul celui de-al doilea război mondial în zonă s-au dus numeroase lupte pentru controlul emițătorului de radio. 
În ianuarie 1942 aici s-a înregistrat cea mai mică temperatură din istorie în România: -38,5 °C.

## Personalități
- Paul Binder (1935-1995), istoric

## Economie
- Agricultură
- Prelucrarea sfeclei de zahăr la fabrica locală.
- Creșterea animalelor, în special vaci și oi, grupate la nivel de comunitate, dar și capre sau porci, în gospodăriile proprii.

## Turism

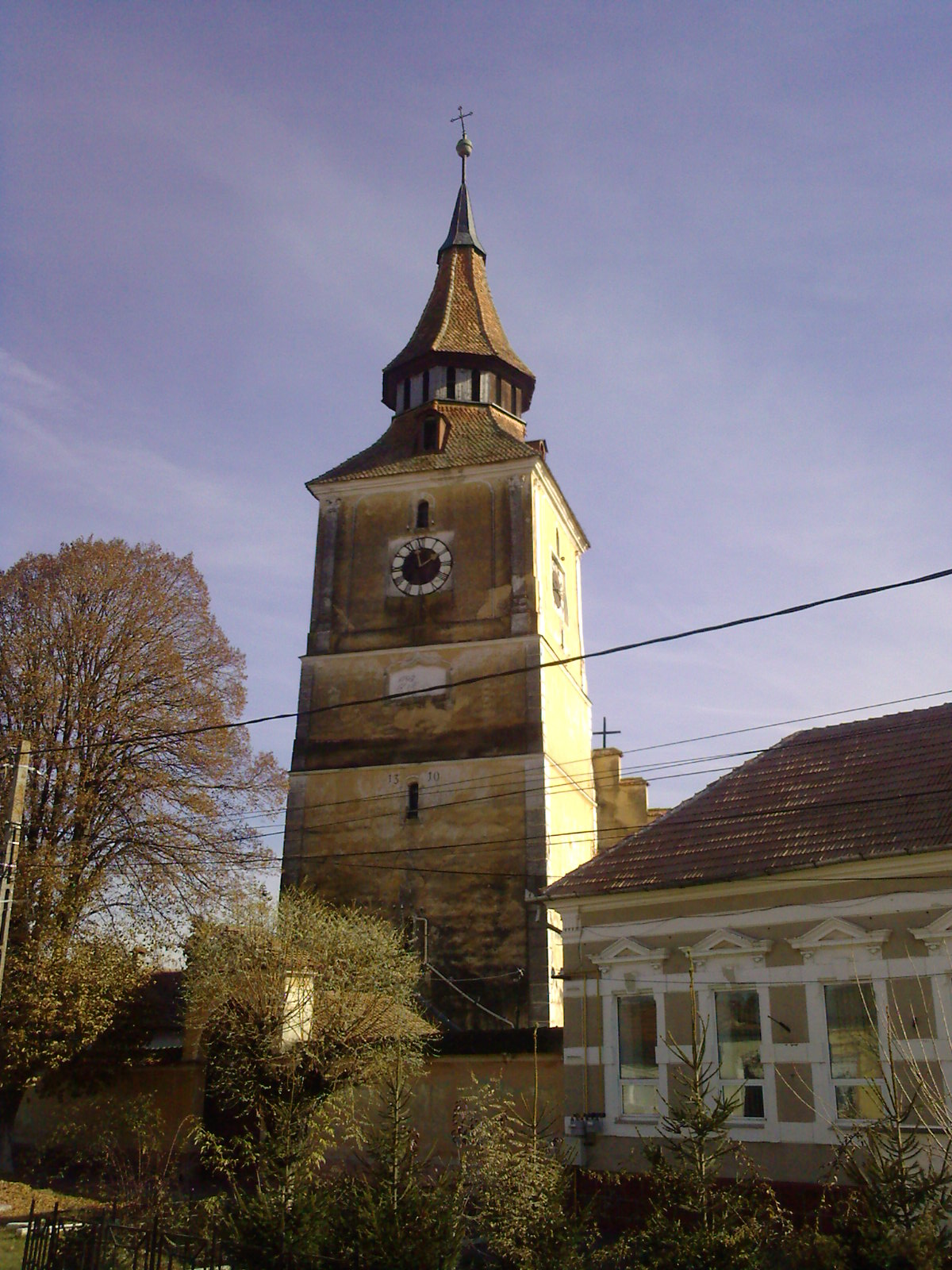
Biserica Evanghelică-Luterană, Bod

- Biserica Evanghelică-Luterană.
- Situl arheologic Gorgani.

## Învățământ
Localitatea Bod avea până aproximativ în anul 2007 două școli de opt clase și două grădinițe. După această perioadă, școala veche săsească a fost revendicată, iar elevii care învățau acolo au fost mutați la cealaltă școală existentă în sat. Clădirea școlii cuprinde și grădinița, cea veche fiind mutată odată cu clasele primare. Școala cuprinde opt săli de clasă, diferite laboratoare, teren de sport, precum și o bibliotecă.

## Galerie de imagini

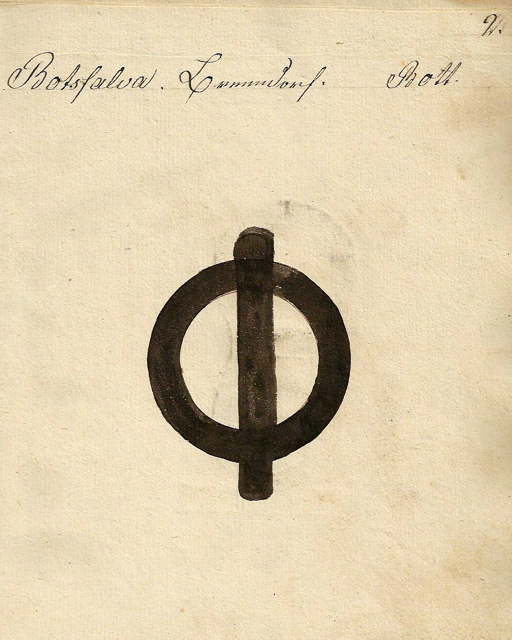
1826 - Danga pentru vitele din Bod
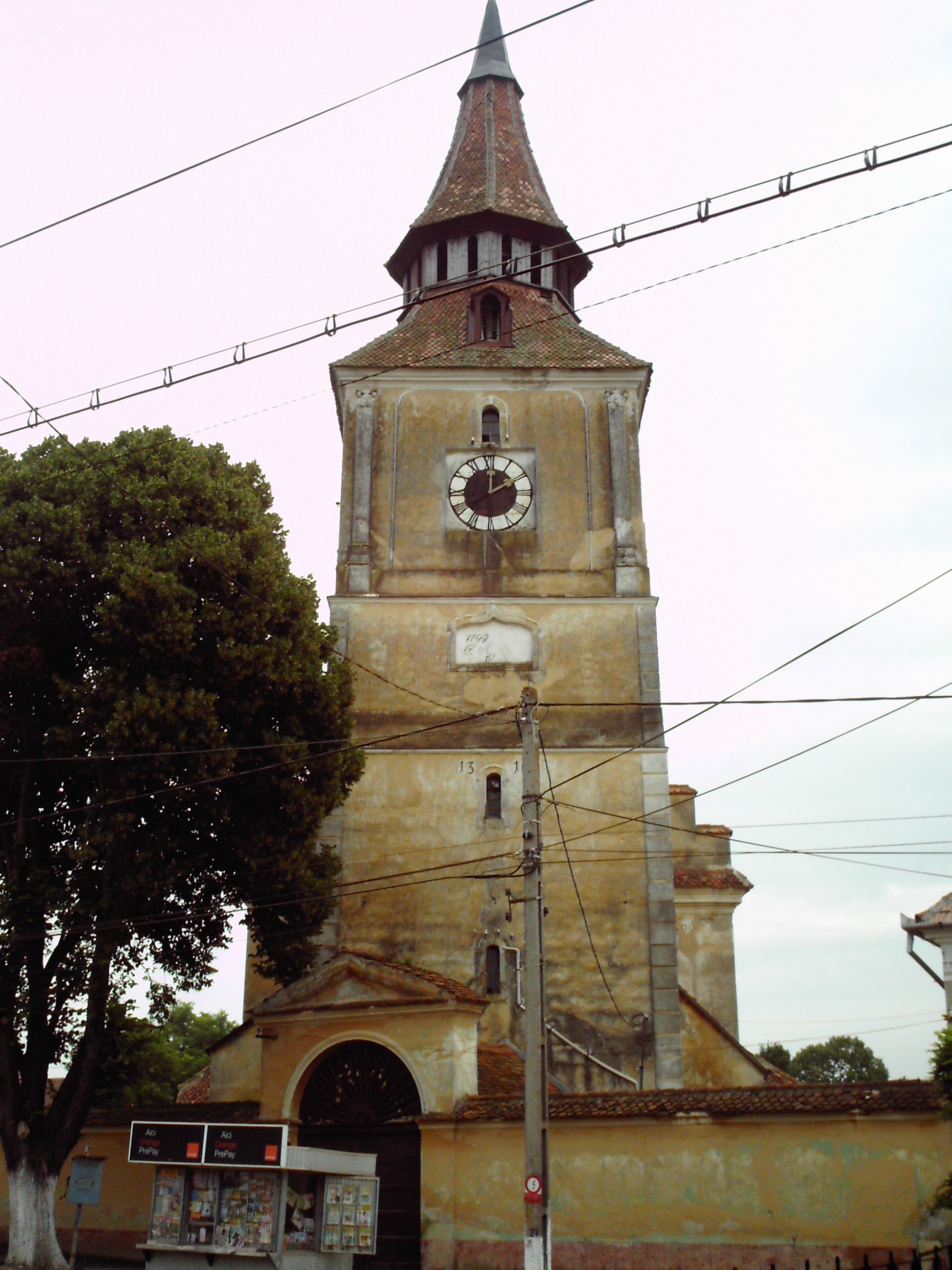
Biserica Evanghelică-Luterană din Bod (sec. al XIV-lea)
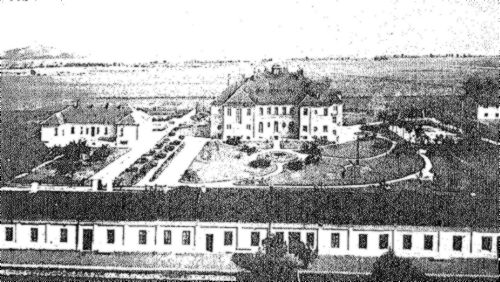
Fabrica de zahăr din Bod (1938)
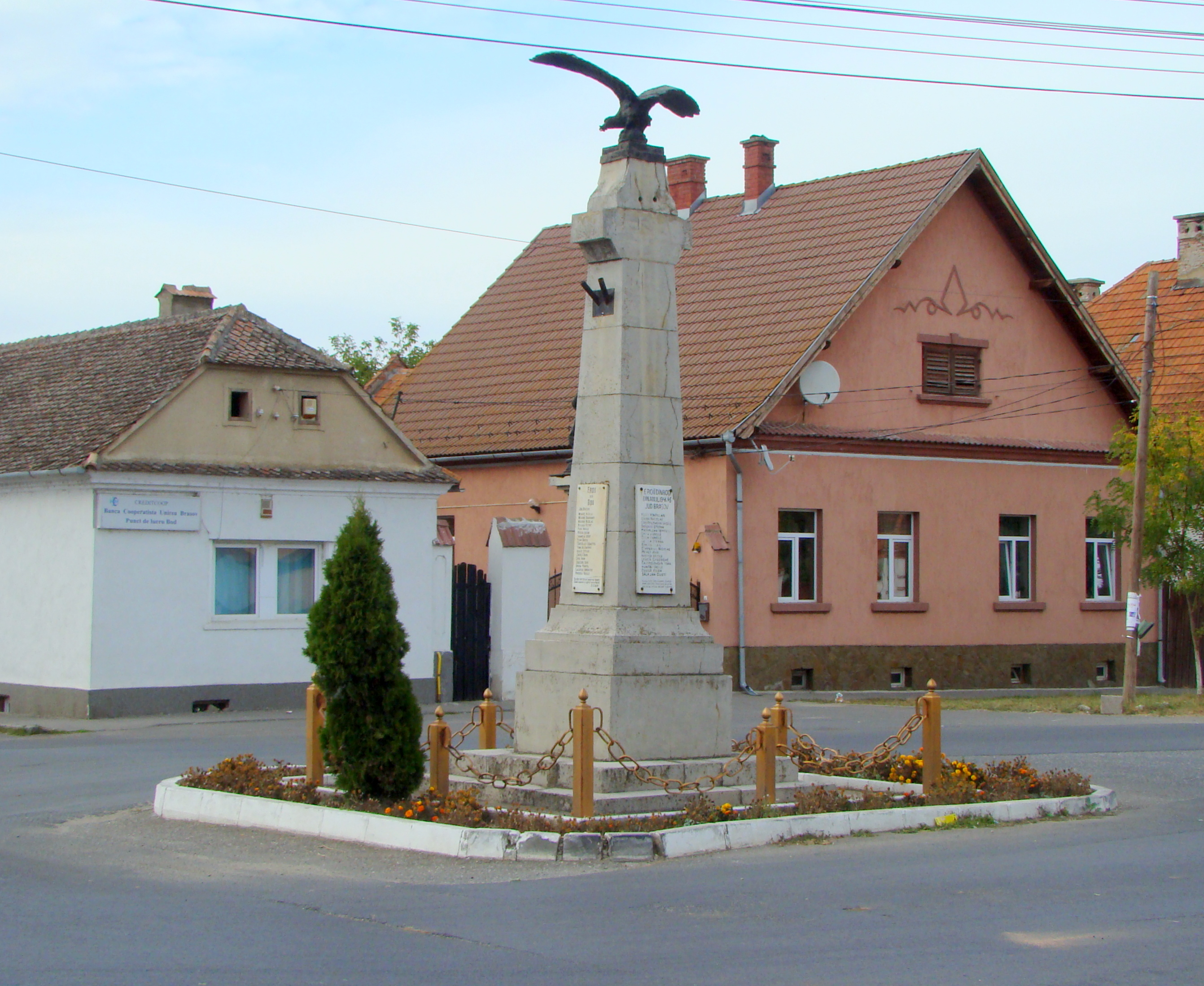
Monumentul eroilor